# Nyctanassa carcinocatactes
Nyctanassa carcinocatactes (лат.) — недавно вымерший вид птиц из семейства цаплевых, обитавший на Бермудских островах. Вымерла после заселения островов английскими колонистами (с 1609 года), по-видимому, в XVII веке. Последнее упоминание относится к 1623 году. Вид описан в 2006 году по субфоссильным остаткам из плейстоцена и голоцена, найденным в озёрах и пещерах.
Видовое название carcinocatactes означает «разламывающая крабов» и выбрано по аналогии с видовым названием кедровки caryocatactes «разламывающая орехи». От др.-греч. καρκίνος «краб» и κατασείω «разрушать».
Анатомия Nyctanassa carcinocatactes похожа на анатомию желтоголовой кваквы (Nyctanassa violacea), но Nyctanassa carcinocatactes обладал более массивными клювом, черепом и ногами. Такое строение, вероятно, свидетельствует о специализации на питании сухопутными крабами.